# Возарці
Воза́рці (мак. Возарци) — село у Північній Македонії, у складі общини Кавадарці Вардарського регіону.
Населення — 910 осіб (перепис 2002) в 292 господарствах.